# 伊沃內什蒂鄉
46°39′N 27°27′E / 46.650°N 27.450°E
伊沃內什蒂鄉（羅馬尼亞語：Comuna Ivănești, Vaslui），是羅馬尼亞的鄉份，位於該國東北部，由瓦斯盧伊縣負責管轄，面積82平方公里，海拔高度220米，2007年人口4,901，人口密度每平方公里60人。